# Eurhinocricus biolley
Eurhinocricus biolley är en mångfotingart som först beskrevs av Broelemann 1903.  Eurhinocricus biolley ingår i släktet Eurhinocricus och familjen Rhinocricidae. Inga underarter finns listade i Catalogue of Life.